# Phaedrotoma brachyura
Phaedrotoma brachyura är en stekelart som först beskrevs av Fischer 1972.  Phaedrotoma brachyura ingår i släktet Phaedrotoma och familjen bracksteklar. Inga underarter finns listade i Catalogue of Life.